# دوسیلیتسا
دوسیلیتسا (به بلغاری: Devesilitsa) یک منطقهٔ مسکونی در بلغارستان است که در شهرستان کروموفگراد واقع شده‌است.